# Singa cyanea
Singa cyanea là một loài nhện trong họ Araneidae.
Loài này thuộc chi Singa. Singa cyanea được miêu tả năm 1928 bởi Worley.